# Billum Sogn
Billum Sogn ist eine Kirchspielsgemeinde (dän.: Sogn) im südlichen Dänemark. Bis 1970 gehörte sie zur Harde Vester Horne Herred im damaligen Ribe Amt, danach zur Varde Kommune im erweiterten Ribe Amt, die im Zuge der Kommunalreform zum 1. Januar 2007 in der „neuen“ Varde Kommune in der Region Syddanmark aufgegangen ist.

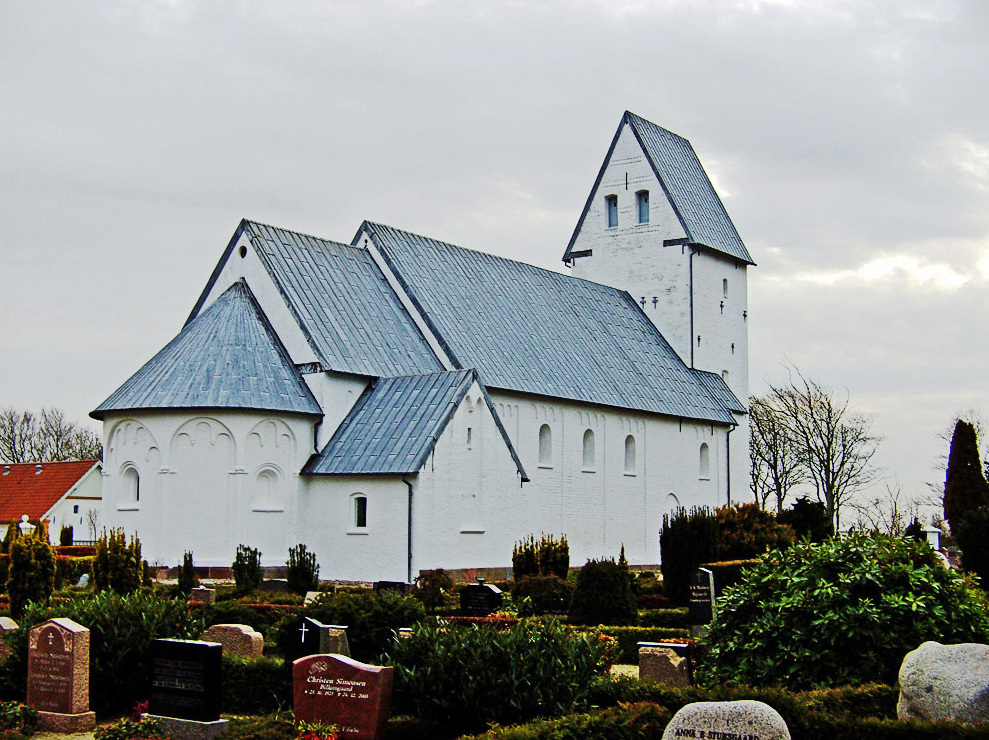
Billum Kirke

Im Kirchspiel leben 841 Einwohner, davon 561 im Kirchdorf Billum (Stand:1. Januar 2023). Im Kirchspiel liegt die Kirche „Billum Kirke“.
Nachbargemeinden sind im Westen Aal Sogn und im Osten Janderup Sogn, ferner in der südöstlich benachbarten Esbjerg Kommune Hostrup Sogn.